# راقود هندي
الرَّاقُودُ الهِنْدِيُّ (الاسم العلمي: Platycephalus indicus) وتسمى أيضًا الراقود أو الوَحَرَةُ أو الوزغة أو عَظَاءَةُ البَحْرِ هي نوع من أنواع الأسماك التي تنتمي لجنس أسماك راقود.

## أماكن تواجدها وتوزيعها
تتواجد هذه الأسماك في المحيط الهندي وغرب المحيط الهادئ. تم توثيق تواجد هذا النوع من الأسماك في البحر الأبيض المتوسط، بعد أن غزا البحر كمهاجر لسبسي عبر قناة السويس. ومع ذلك، على الرغم من القبض على عدد من العينات من هذه الأسماك بواسطة شباك الجر في أواخر السبعينيات لم يتم القبض على أي منها حتى عام 2011، عندما تم إصطياد سمكة واحدة قبالة ساحل لبنان. بعد مراجعة جنس أسماك الراقود (Platycephalus) في أستراليا، تعتبر العينات من هذه الأسماك في المياه الأسترالية الآن فصيلة منفصلة (الاسم العلمي : Platycephalus australis)، بعدما أن تم تعيينها سابقًا على أنها تنتمي لهذا النوع.

## الوصف
تنمو أسماك الراقود الهندي (الاسم العلمي : Platycephalus indicus) إلى طول كلي يصل أقصاه لحوالي 100 سنتيمتر (39 بوصة)، على الرغم من أن حجمها عادة وبشكل عام يكون أصغر من ذلك، حيث يصل لحوالي 60 سنتيمتر (24 بوصة) طول كلي.

## الموائل
تعيش هذه الأسماك عند القيعان الرملية والموحلة للمياه الساحلية، ويشمل ذلك، مصبات الأنهار، وقد تم إصطياد الأسماك الصغيرة التي لم تبلغ بعد من هذا النوع في المياه العذبة. تعتبر هذه الأسماك من أنواع الأسماك التجارية.

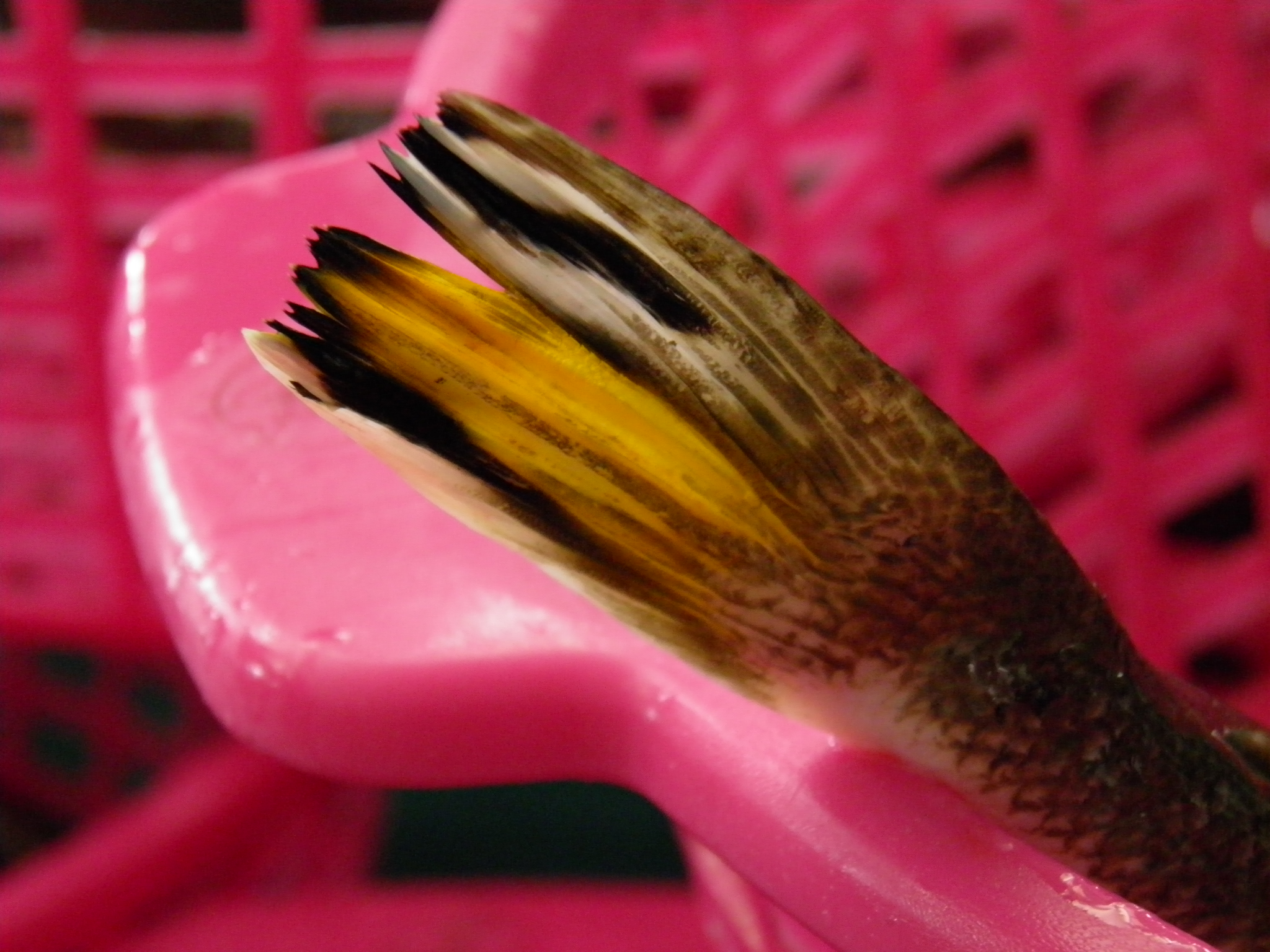
زعنفة ذيلية